# Alo Altripp
Alo Altripp (de son vrai nom Friedrich Schlüssel), né le 25 septembre 1906 à Altrip, et mort le 16 janvier 1991 à Wiesbaden, est un artiste peintre allemand.

## Biographie
Il est formé à Mayence, puis à Munich et Dresde. Il est ami avec Jawlensky, Paul Klee puis De Kooning, Soulages et Tobey. Il pratique un style de peinture informel, semblable à ce qu'on appelait alors le tachisme. En 1956, le musée de Wiesbaden organise une exposition rétrospective de ses œuvres.